# Eudema friesii
Eudema friesii är en korsblommig växtart som beskrevs av Otto Eugen Schulz. Eudema friesii ingår i släktet Eudema och familjen korsblommiga växter. Inga underarter finns listade i Catalogue of Life.